# Делла Валле, Амедео
Амедео Делла Валле (итал. Amedeo Della Valle ; род. 11 апреля 1993 года в городе Альба, Италия) — итальянский профессиональный баскетболист, играющий на позициях атакующего и разыгрывающего защитника.

## Карьера

### Клубная
Отыграв два года в Огайо Стейт, вернулся в Италию и подписал контракт с Реджаной .

### Международная
С 2014 года выступает за сборную Италии.

## Достижения
- Обладатель Кубка вызова ФИБА: 2013/2014
- Обладатель Суперкубка Италии (2): 2015, 2018

## Статистика

### Статистика в NCAA
| Сезон | Команда     | Conf    | Class | GP | GS | MPG  | FG%  | 3P%  | FT%  | RPG | APG | SPG | BPG | PPG |
| --- | ----------- | ------- | ----- | -- | -- | ---- | ---- | ---- | ---- | --- | --- | --- | --- | --- |
| 2012/13 | Огайо Стэйт | Big Ten | FR    | 15 | 0  | 7,2  | 37,5 | 38,5 | 50,0 | 1,5 | 0,3 | 0,3 | 0,4 | 2,5 |
| 2013/14 | Огайо Стэйт | Big Ten | SO    | 33 | 0  | 11,9 | 34,7 | 32,4 | 65,8 | 1,8 | 0,2 | 0,2 | 0,2 | 4,0 |
| Всего | Всего       | Всего   | Всего | 48 | 0  | 10,4 | 35,3 | 34,0 | 63,0 | 1,7 | 0,2 | 0,2 | 0,3 | 3,6 |
| Наведите курсор мыши на аббревиатуры в заголовке таблицы, чтобы прочесть их расшифровку Статистика приведена с сайта sports-reference.com |             |         |       |    |    |      |      |      |      |     |     |     |     |     |